# 滨河新区街道
滨河新区街道是中华人民共和国陕西省榆林市神木市下辖的一个街道办事处。

## 行政区划
滨河新区街道下辖以下村级行政区划单位：
新元社区、新光社区、水磨河村、常家沟村、赵仓峁村、李家梁村、骆驼场村、红柳林村、王家沟村。